# Steatoda andina
Steatoda andina là một loài nhện trong họ Theridiidae.
Loài này thuộc chi Steatoda. Steatoda andina được Eugen von Keyserling miêu tả năm 1884.